# Etainia decentella
Etainia decentella är en fjärilsart som beskrevs av Herrich-Schäffer. Etainia decentella ingår i släktet Etainia och familjen dvärgmalar. Inga underarter finns listade i Catalogue of Life.